# Michael Ricketts
Michael Barrington Ricketts (Birmingham, Inglaterra, 4 de diciembre de 1978) es un ex-futbolista inglés, se desempeñaba como delantero. Llegó a ser internacional una vez con la selección de fútbol de Inglaterra en un amistoso contra Países Bajos.

## Clubes
| Club              | País       | Año         | Partidos | Goles |
| Walsall FC        | Inglaterra | 1996 - 2000 | 76       | 14    |
| Bolton Wanderers  | Inglaterra | 2000 - 2003 | 98       | 37    |
| Middlesbrough FC  | Inglaterra | 2003 - 2004 | 32       | 3     |
| Leeds United      | Inglaterra | 2004 - 2005 | 25       | 0     |
| Stoke City        | Inglaterra | 2005        | 11       | 0     |
| Cardiff City      | Gales      | 2005 - 2006 | 17       | 5     |
| Burnley FC        | Inglaterra | 2006        | 13       | 2     |
| Southend United   | Inglaterra | 2006 - 2007 | 2        | 0     |
| Preston North End | Inglaterra | 2007        | 14       | 1     |
| Oldham Athletic   | Inglaterra | 2007        | 9        | 2     |
| Walsall FC        | Inglaterra | 2007 - 2009 | 40       | 12    |
| Tranmere Rovers   | Inglaterra | 2009 - 2010 | 12       | 1     |

- Datos: Q3206955